# 科氏平鮋
科氏平鮋，為輻鰭魚綱鮋形目鮋亞目平鮋科的其中一種，為深海魚類，分布於中太平洋東部墨西哥下加利福尼亞海域，棲息深度200-1100公尺，體長可達25.5公分，棲息在底層水域，卵胎生，生活習性不明。